# Thysanoessa spinifera
Espèce
Thysanoessa spinifera est une espèce de crevette de la famille des Euphausiidae.
Elle fait partie du krill dans le zooplancton.

## Distribution
Elle se rencontre dans le Pacifique nord.

## Référence
- Holmes, 1900 : Synopsis of California stalk-eyed Crustacea. Occasional Papers of the California Academy of Sciences, vol. VII, p. 1-262 (texte original).